# Ken Liu
Ken Liu (chiń. 刘宇昆; pinyin Liú Yǔkūn; ur. 1976 w Lanzhou w Chinach) – amerykański pisarz, autor utworów science fiction i fantasy oraz tłumacz chińskiej literatury fantastycznej na język angielski.
Jego opowiadanie Papierowa menażeria było pierwszym utworem, który zdobył jednocześnie nagrody Hugo, Nebula oraz World Fantasy Award. Liu jest trzykrotnym zdobywcą Hugo, w tym w 2015 wspólnie z autorem za tłumaczenie powieści Liu Cixina Problem trzech ciał – była to pierwsza nagroda Hugo przyznana za utwór napisany w języku innym niż angielski.

## Życiorys
Liu urodził się w 1976 roku w Lanzhou w Chinach. W wieku 11 lat wyemigrował do Stanów Zjednoczonych. Początkowo mieszkał w Palo Alto w Kalifornii, a następnie przeprowadził się do Waterford w stanie Connecticut.
Studiował język angielski na Harvard College i  zanim uzyskał tytuł naukowy w Harvard Law School pracował w branży technologicznej. Następnie rozpoczął pracę w dziedzinie prawa podatkowego.
Obecnie mieszka w Massachusetts z żoną Lisą Tang Liu i dwiema córkami. Zadebiutował w 2015 roku książką z gatunku epickiego fantasy z elementami silkpunku pod tytułem Królowie Dary.

## Publikacje
Cykl Pod sztandarem Dzikiego Kwiatu:
- Królowie Dary (SQN, 2016)[7]
- Ściana Burz (SQN, 2017)
- The Veiled Throne (Saga Press, 2021)[8]
- Speaking Bones (Saga Press, 2021)

Opowiadania przetłumaczone na język polski:
- Algorytm miłości (Nowa Fantastyka nr 346 – 7/2011)
- Człowiek, który zakończył historię: dokument (Fantastyka – Wydanie Specjalne nr 37)
- Zapisane w węzłach (Nowa Fantastyka nr 355 – 4/2012)
- Papierowa menażeria (Nowa Fantastyka nr 357 – 6/2012), (Przekrój nr 3573 – 2/2021)
- Mono no aware (Nowa Fantastyka nr 369 – 6/2013)
- Fale (Nowa Fantastyka nr 372 – 9/2013)
- Odrodzenie (Nowa Fantastyka nr 383 – 8/2014)
- Białe konopne rękawy (Nowa Fantastyka nr 395 – 8/2015)
- Kasandra (Nowa Fantastyka nr 400 – 1/2016)
- W pętli (Nowa Fantastyka nr 402 – 3/2016)
- Pyłowy ogród (Nowa Fantastyka nr 412 – 1/2017)
- Zaraza (Nowa Fantastyka nr 422 – 11/2017)
- Bogowie nie umarli na próżno (Nowa Fantastyka nr 427 – 4/2018)
- Siedem urodzin (Nowa Fantastyka nr 433 – 10/2018)
- Najpiękniejsze chwile (Nowa Fantastyka nr 449 – 2/2020)
- Ukryta dziewczyna (Księga Mieczy, antologia, Zysk i S-ka, 2018)[9][10] (online, eng.), Lightspeed Magazine, November 2019
- Lektura na lato (Nowa Fantastyka nr 463 – 4/2021)

Pozostałe opowiadania – dostępne on-line w języku angielskim
- “50 Things Every AI Working with Humans Should Know” – Uncanny, November 3, 2020 (online), [Uncanny Magazine] November/December 2020.
- "The Long Haul: From the Annals of Transportation, The Pacific Monthly, May 2009" (online), Clarkesworld Magazine, November 2014
- "Presence" (online), Uncanny, November/December 2014
- "Running Shoes" (online), SQ Mag, Issue 16, September 2014
- "Seventh Day of the Seventh Moon" (online), Kaleidoscope, edited by Alisa Krasnostein and Julia Rios, August 2014
- "Lecture 14: Concerning the Event Cloaking Device and Practical Applications Thereof" (online), Cosmos, April 2014
- "What Is Expected of a Wedding Host" (online), Daily Science Fiction, February 2014
- "The Reborn" (online), Tor.com, January 2014
- "Second Chance" (online), Nature, January 2014
- "The Clockwork Soldier" (online), Clarkesworld Magazine, January 2014
- "The Litigation Master and the Monkey King" (online), Lightspeed Magazine, August 2013
- "The Perfect Match" (online), Lightspeed Magazine, December 2012
- "Good Hunting", (online), Strange Horizons, October 9, 2012
- "The Illusionist" (online), Goldfish Grimm's Spicy Fiction Sushi, Issue 4, June 2, 2012
- "Mono no aware", The Future is Japanese, May 15, 2012; republished (online), Lightspeed Magazine, June 2013
- "The Tome of Tourmaline" (online), Daily Science Fiction, May 9, 2012
- "Intelligent Design" (online), Schrodinger's Mouse, April 2012
- "Monkeys" (online), Nature's * "Futures" feature, April 19, 2012
- "Memories of My Mother" (online), Daily Science Fiction, March 19, 2012
- "All the Flavors" (online), GigaNotoSaurus, February 2012
- "The Five Elements of the Heart Mind" (online), Lightspeed Magazine, January 24, 2012
- "Life Plus Seventy" (online),  Kasma SF, November 23, 2011
- "Staying Behind" (online), Clarkesworld Magazine, October 1, 2011
- "The Last Seed" (online), Daily Science Fiction, September 26, 2011
- "The Box That Eats Memories" (online), Daily Science Fiction, August 10, 2011
- "Ad Block", (online),  Kasma SF, March 19, 2011
- "The Visit" (online), On the Premises, March 2011 (Issue 13)
- "Simulacrum" (online), Lightspeed Magazine, February 15, 2011
- "To the Stars" (online), Nature's * "Futures" feature, co-written with Shelly Li, February 3, 2011
- "Tying Knots" (online), Clarkesworld Magazine, January 2011
- "Saving Face" (online), Crossed Genres, co-written with Shelly Li, January 1, 2011
- "The Letter" (online), Every Day Fiction, December 5, 2010
- "The Phoenix" (online), On the Premises, July 2010 (Issue 11)
- "Beneath the Language"  (online), On the Premises, July 2007 (Issue 2)
- "The Algorithms for Love" (online), Strange Horizons, July 2004; International Speculative Fiction, edited by Roberto Mendes, July 2012;
- "The Ussuri Bear" (online), Originally published in THE BEAST WITHIN 4, edited by Jennifer Brozek, 2014

Opowiadania niedostępne on-line w języku angielskim
- The Cleaners, December 15, 2020[11] is a magic realist story about cleansing memories.
- "The Sith of Datawork", From a Certain Point of View (Star Wars), October 3, 2017
- "Saboteur", Analog, December 2014
- "The Regular", Upgraded, edited by Neil Clarke, September 2014
- "The Gods Will Not Be Slain", The End is Now (Book II of the Apocalypse Triptych), edited by John Joseph Adams and Hugh Howey, September 2014
- "Homo Florensis", Solaris Rising 3, August 2014
- "In the Loop", War Stories, edited by Andrew Liptak and Jaym Gates, August 2014
- (with Lisa Tang Liu) "Hark! Listen to the Animals", Galaxy's Edge, Issue 9, July 2014
- "What I Assume You Shall Assume", Dead Man’s Hand, edited by John Joseph Adams, May 2014
- "Knotting Grass, Holding Ring", Long Hidden, edited by Rose Fox and Daniel José Older, May 2014
- "The Ten Suns", Dark Expanse: Surviving the Collapse, March 2014
- "The Gods Will Not Be Chained", The End is Nigh (Book I of the Apocalypse Triptych), edited by John Joseph Adams and Hugh Howey, March 2014
- "None Owns the Air", Lightspeed Magazine, February 2014
- "You'll Always Have the Burden With You", republished, Perihelion Science Fiction, December 2013
- "The Plague", Nature, May 16, 2013
- "The Messenger's Tale", Aoife's Kiss, Issue 43, Winter 2012/2013 issue, December 2012
- "The Perfect Book", Analog, December 2012 issue, September 22, 2012
- "Arc", F&SF, September/October issue, September 2012
- "Summer Reading", Daily Science Fiction, September 4, 2012
- "Cutting", Electric Velocipede, Issue 24, July 30, 2012
- "You'll Always Have the Burden With You", In Situ, Dagan Books, July 10, 2012
- "Dear Emily", The Memory Eater Anthology, July 5, 2012
- "The Silk Merchant", Apex, Issue 38, July 3, 2012
- "Celestial Bodies", Nature, June 28, 2012
- "Real Faces", F&SF, July/August issue, June 22, 2012
- "The Shadowcrafter", Nine, Issue 1, April 2012
- "To the Moon", Fireside, April 17, 2012
- "Maxwell’s Demon", The Magazine of Fantasy & Science Fiction, January/February 2012
- "The People of Pele", Asimov’s, February 2012
- "The Last Summer", 10 Flash, January 2012
- "The Necrocracy", Penumbra, December 2011
- "The Countable", Asimov’s, December 2011
- "Justice FAIRBOT", 140 And Counting, edited by Joanne Merriam, December 11, 2011
- "Safe Empathy", Daily Science Fiction, November 21, 2011
- "Golden Years in the Paleozoic", Andromeda Spaceways Inflight Magazine, Issue #52, September 2011
- "Real Artists", TRSF (September 2011), a special publication of MIT's Technology Review
- "The Man Who Ended History: A Documentary", Panverse Three, edited by Dario Ciriello, September 2011
- "Music of the Spheres", Mirror Shards: Exploring the Edges of Augmented Reality (Volume One), 2011
- "Hark! Listen to the Animals", The ePocalypse: e-mails at the end, co-written with Lisa Tang Liu, August 2011
- "The Caretaker", Digital Science Fiction, June 2011
- "Altogether Elsewhere, Vast Herds of Reindeer", The Magazine of Fantasy & Science Fiction, May/June 2011.
- "The Paper Menagerie"  The Magazine of Fantasy & Science Fiction, March/April 2011.
- "The Chase", Every Day Fiction, January 28, 2011
- "The Literomancer", The Magazine of Fantasy & Science Fiction, September/October 2010
- "Beidou (??)", The Dragon and the Stars, edited by Derwin Mak and Eric Choi, May 2010.
- "Single-Bit Error", Thoughtcrime Experiments, edited by Sumana Harihareswara and Leonard Richardson, 2009 (read) (buy); International Speculative Fiction, edited by Roberto Mendes, December 2013;
- "State Change", Polyphony 4, edited by Deborah Layne and Jay Lake, September 2004.
- "Gossamer", Writers of the Future, Vol. 19, 2003.
- "Carthaginian Rose", Empire of Dreams and Miracles: The Phobos Science Fiction Anthology Volume 1, edited by Orson Scott Card and Keith Olexa, 2002.